# 小行星1158
小行星1158（1158 Luda）是一颗围绕太阳公转的小行星。1929年8月31日，格利果利·N·諾伊明在克里米亚发现了此天体。
这颗小行星的绝对星等为56.43568700253341等。